# La Vengeance Raguidel
La Vengeance Raguidel est un poème du début du XIIIe siècle écrit en vieux français. Il est généralement attribué à Raoul de Houdenc, bien que cette paternité ne soit pas certaine. Il consiste en 6182 vers en octosyllabes à rimes plates. Le récit, qui raconte une aventure de Gauvain, est rattaché au cycle arthurien . 
Le texte nous est connu par plusieurs manuscrits, dont un seul, dit « de Chantilly » (et ayant appartenu au duc d'Aumale), est complet. Le titre de l’œuvre provient de la ligne 6173 de ce manuscrit (Cest li contes De la vengeance Raguidel).

## Paternité
L'auteur se désigne lui-même aux vers 3352 et 6170 par le nom de Raol (« Raoul »). Gaston Paris aborde la question en citant plusieurs de ses contemporains (Mussafia, Michelant, Meyer, etc.) dans son essai de 1888, Romans en vers du cycle de la Table ronde, citant les arguments pour et contre l'assimilation de ce Raol à Raoul de Houdenc. Les Archives de littérature du Moyen Âge qui recensent les travaux de Raoul de Houdenc, et le Dictionnaire Étymologique de l'Ancien Français, lui attribuent également le poème. Mathias Friedwagner l'a publié dans le cadre de sa série Raoul von Houdenc: sämtliche Werke (« œuvre complète »). L'apparition dans le récit du personnage de Méraugis, d'habitude très peu présent dans les histoires du cycle arthurien, mais auquel Raoul de Houdenc a consacré un poème entier (Méraugis de Portlesguez), plaide en faveur de cette hypothèse.
D'autre spécialistes comme Rudolf Zenker, E. Freymont ou Max Kaluza, pensent que seule la seconde partie du conte est écrite par Raoul de Houdenc, s'appuyant, entre autres, sur le vers 3352 : « Ci comence Raols son conte ». Dans son analyse, Alexandre Micha milite pour la plus grande prudence avant d'attribuer le texte à Raoul de Houdenc.

## Manuscrits
- Chantilly, Bibliothèque et Archives du Château, cote 472 ; l'unique source de l'édition de 1862 d'Hippeau. En 1888, Gaston Paris déclare que La Vengeance Raguidel n'avait été conservée que dans un seul manuscrit[3].
- Bibliothèque de l'Université de Nottingham, cote WLC / LM / 6 ; les 90 dernières lignes, présentes dans le manuscrit de Chantilly, sont manquantes[8].
- Paris, Bibliothèque Nationale de France, français 2187 ; fragment.
- Paris, Bibliothèque nationale de France, nouvelles acquisitions françaises, 1263 ; fragment.

## Editions
- Célestin Hippeau, Messire Gauvain ou la Vengeance de Raguidel : poème de la Table ronde par le trouvère Raoul, Auguste Aubry, 1862 (lire en ligne)
- (de) Mathias Friedwagner, Raoul von Houdenc : Sämtliche Werke nach allen bekannten Handschriften herausgegeben, vol. 2 : La Vengeance Raguidel, altfranzösischer Abenteuerroman, Halle-sur-Saale, Max Niemeyer, 1909, ccvii + 368
- Montharou, Messire Gauvain ou la vengeance de Raguidel : d'après le poème de la Table ronde de Raoul de Houdenc, XIIIe siècle, Malakoff, Michel Berthelot, 2002, 184 p. (ISBN 978-2-911918-11-7)
- Raoul de Houdenc (trad. Sandrine Hériché-Pradeau), La vengeance Raguidel, Paris, Champion, coll. « Traductions des classiques du Moyen Âge » (no 84), 2009, 176 p. (ISBN 978-2-7453-1960-9)

## Intrigue
Le roi Arthur, regardant par la fenêtre de sa cour à Carleon, voit un vaisseau qui transporte un chevalier mort. Le corps est transpercé d'une lance et porte cinq anneaux à la main. Des lettres demandent que la victime soit vengée par un chevalier de la Table ronde. Gauvain est le seul qui parvienne à retirer la lance, mais est incapable de retirer les bagues. Tandis que personne ne regarde, un inconnu vient et prend les cinq anneaux. Keu, alerté par un valet, le poursuit.
Keu, cependant, est vaincu par un mystérieux chevalier et Gauvain est envoyé à sa place. Malgré les avertissements d'un paysan, Gauvain entre dans le château du Chevalier noir, où il est attaqué. Il défait le Chevalier noir, qui le supplie de l'épargner, et Gauvain accepte à la condition qu’il devienne son vassal.
En chevauchant, ils rencontrent un groupe de chasseurs de la cour de la Dame de Gautdestroit. Ils permettent au groupe de chasser et de tuer un cerf blanc, puis Gauvain les accompagne à la rencontre de la dame. Alerté par une servante, Gauvain se présente à la cour sous le nom de Keu le sénéchal. La dame de Gautdestroit lui révèle qu'elle envisage de capturer et de tuer Gauvain, qui l'a rejetée jadis après avoir remporté un tournoi. De plus, elle détient son frère, Gahériet, en prison.
Gauvain délivre Gahériet et s'échappe avec lui pour regagner le château voisin du Chevalier noir, où ils sont assiégés par les gens de la dame de Gautdestroit. Acculés, Gauvain et Gahériet partent chercher de l'aide à la cour du roi Arthur. Ils rencontrent en chemin la belle Ydain qu'ils délivrent d'un mauvais chevalier. Celle-ci s'éprend de Gauvain et les accompagne à la cour. Pendant ce temps, la dame de Gautdestroit, apprenant la fuite des chevaliers, lève le siège.
Un chevalier, nommé Druidain, se présente à la cour et réclame qu'on lui donne Ydain. Gauvain s'y oppose et demande à combattre Druidain lors d'un tournoi organisé par le roi Baudemagu. En chemin, Gauvain est déçu par l'attitude de la femme, et la cède à Druidain après l'avoir vaincu.
Gauvain retrouve ensuite le bateau sur lequel on avait trouvé le corps d'un chevalier. Il l'emmène en Écosse où il rencontre une femme portant ses vêtements à l'envers. Elle dit qu'elle restera vêtue ainsi jusqu'à ce qu'elle rencontre Gauvain, le chevalier qui a promis de venger son mari, dont on apprend alors qu'il s'appelait Raguidel. Elle explique que le meurtrier de son mari s'appelle Guingasouin, et qu'il possède des armes enchantées, de sorte que seule la lance cassée du corps de son mari (que Gauvain a conservée) peut le tuer.
Gauvain trouve et attaque Guingasouin, qui reste insensible à ses armes ordinaires. Gauvain utilise alors la lance cassée pour percer le haubert de son ennemi, qui prend la fuite. Guingasouin exige un nouvel affrontement devant ses barons avec des armes neuves. Gauvain bat Guingasouin et, puisqu'il refuse de demander grâce, le tue.
La fille de Guingasouin doit normalement revenir à Gauvain en récompense de sa victoire, mais il la laisse au chevalier Yder, qui l'aime, et qui était venu en aide à Gauvain en tuant l'ours de Guingasouin.